# Olocausto in Italia

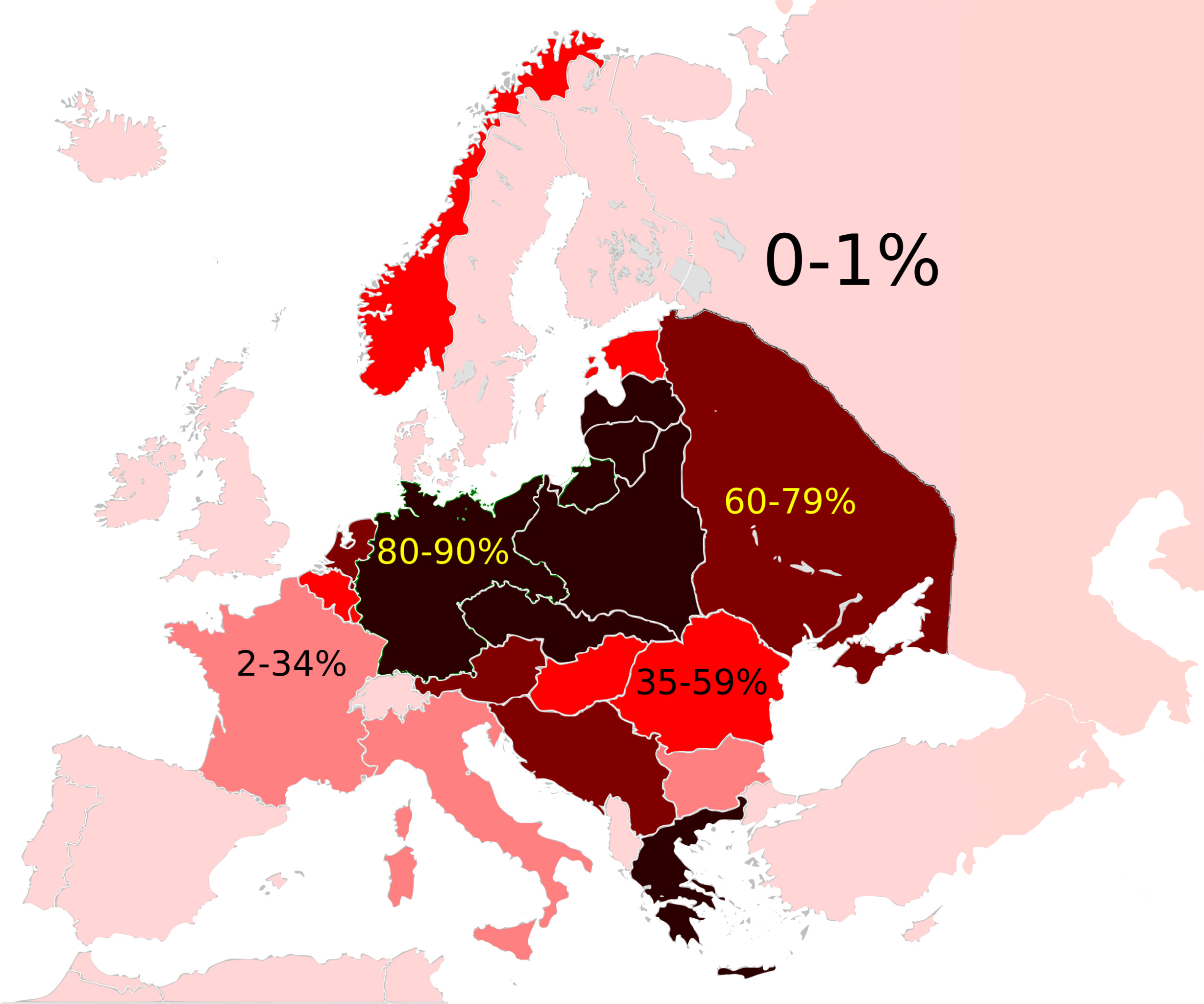
L'Olocausto in Italia nel suo contesto europeo. I diversi colori mostrano la percentuale della popolazione ebraica distrutta partendo da quella prebellica esistente. Gli ebrei abitanti in Germania e nei Paesi dell'est come si nota dal colore più scuro furono i più colpiti con un numero di vittime che rasentò il 90 % della popolazione ebraica precedentemente esistente. In Italia lo storico Michele Sarfatti calcola che circa 7500 ebrei italiani persero la vita; ovvero il 13 % dei 58412 cittadini italiani di "razza ebraica o parzialmente ebraica"

L'Olocausto in Italia (la Shoah italiana) si colloca all'interno di un fenomeno di genocidio di ben più vaste proporzioni che attraverso misure di persecuzione razziale e politica di pulizia etnica, messe in atto dal regime nazista del Terzo Reich e dai loro alleati tra il 1933 e il 1945, portò alla discriminazione e quindi all'eliminazione fisica di 15-17 milioni di vittime, tra cui 6 milioni di ebrei europei.
Nel suo articolarsi la Shoah degli ebrei ha avuto in Italia tratti e sviluppi originali, svolgendosi in due fasi distinte. Il periodo tra il settembre 1938 e il 25 luglio 1943 fu il periodo in cui in Italia si attuò la "persecuzione dei diritti degli ebrei" o "persecuzione giuridica degli ebrei" sotto il regime fascista, cui seguì la "persecuzione delle vite degli ebrei" o "persecuzione fisica degli ebrei", dall'8 settembre 1943 al 25 aprile 1945, sotto l’occupazione nazista e la Repubblica sociale italiana. Le persecuzioni riguardarono anche altre minoranze etniche. Circa 7 500 ebrei italiani persero la vita; ovvero il 13 % dei 58 412 cittadini italiani di "razza ebraica o parzialmente ebraica" censiti nel 1938. Grandi rastrellamenti ad opera dell'esercito tedesco avvennero già nei primi mesi di occupazione, come nel caso del rastrellamento del ghetto di Roma il 16 ottobre 1943.
Nel perseguitare gli ebrei, i nazisti ebbero scarsa collaborazione di funzionari e poliziotti della RSI su cui, a partire dal 30 novembre 1943, cadde parte della responsabilità degli arresti. I nazisti si occuparono anche della gestione dei trasporti dal Campo di concentramento di Fossoli (o la Risiera di San Sabba, che svolse anche in proprio funzioni di campo di sterminio) al campo di sterminio di Auschwitz-Birkenau, luogo fisico degli eccidi. 
Gli ebrei perseguitati poterono però contare in Italia su una omertà diffusa e sull'attiva solidarietà non solo di singoli individui ma anche di organizzazioni clandestine di resistenza come la DELASEM e di settori significativi della Chiesa cattolica e persino di molti fascisti, solidarietà che si dimostrò capace di offrire una protezione efficace a migliaia di ricercati fino alla Liberazione o di favorire la loro emigrazione clandestina in Svizzera. A questo si deve il fatto che i nazisti non riuscirono ad arrestare la stragrande parte degli ebrei italiani. 

## Gli ebrei, la democrazia e l'Unità d'Italia

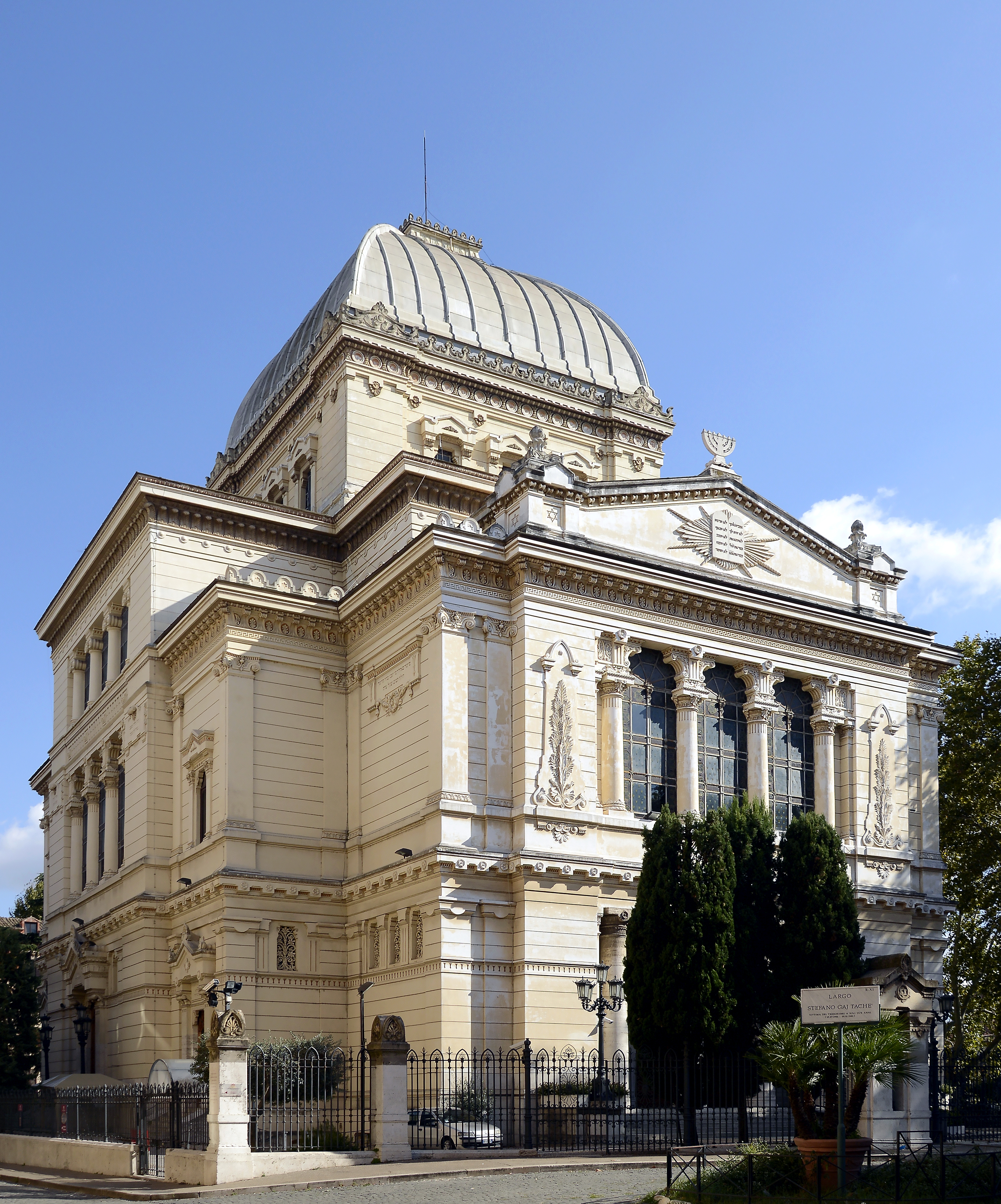
Il Tempio Maggiore di Roma, inaugurato nel 1904

Gli ebrei in Italia rappresentano l'esempio di una comunità ben integrata da millenni nel tessuto sociale, economico e culturale. Nel periodo precedente all'Unità d'Italia, le comunità ebraiche italiane fecero esperienze di enormi difficoltà e discriminazioni (espulsioni, ghettizzazione, ecc.), ma non mancarono momenti positivi di incontro e di interazione a livello locale, che in epoca moderna favorirono il radicamento delle comunità in molti centri dell'Italia centrale e settentrionale (tra cui Roma, Torino, Venezia, Mantova, Ferrara, Trieste, Firenze, Livorno, e altri).
Gli ebrei italiani sostennero con grande entusiasmo il processo risorgimentale che per loro segnò la conquista della piena emancipazione come cittadini e co-fondatori del nuovo Stato nazionale.
Lo Statuto Albertino garantiva, almeno sulla carta, ampie libertà democratiche e di espressione e salvaguardava i diritti delle minoranze e delle opposizioni. Nel nuovo stato democratico, fondato sul principio di separazione tra Stato e Chiesa, gli ebrei godettero di una situazione di sostanziale parità di diritti, uscirono dai ghetti, costruirono monumentali sinagoghe ed ebbero ruoli importanti nella politica, nella pubblica amministrazione, nella scuola e nell'Università, riempiendovi i vuoti prodotti dall'atteggiamento di non collaborazione a lungo mantenuto dai cattolici dopo la presa di Roma.
La prima guerra mondiale segnò il momento di maggior identificazione tra l'ebraismo e il nuovo Stato: gli ebrei parteciparono in massa all'esercito e al sostegno dello sforzo bellico, monumenti furono eretti nelle sinagoghe ad onorare i caduti.
Il fervore nazionalistico degli ebrei italiani si mantenne nel primo dopoguerra attraverso il supporto di molti di essi all'impresa di Fiume ed alla stessa costituzione del partito fascista (Aldo Finzi, Margherita Sarfatti, Ettore Ovazza). Appena giunto al potere nel 1922 il regime fascista si mostrò tuttavia più interessato a ricercare un compromesso con la Chiesa cattolica che legittimasse e rafforzasse il suo potere, piuttosto che a perseguire gli ideali risorgimentali di separazione tra Stato e Chiesa.

## Tribunale speciale per la difesa dello Stato (1926-1943)
Il regime fascista si caratterizzò subito in senso antidemocratico per la repressione dei propri oppositori e la restrizioni dei diritti delle minoranze e delle opposizioni, fino all'eliminazione fisica di dissidenti, come Giacomo Matteotti, don Giovanni Minzoni, Giovanni Amendola, Piero Gobetti, Gastone Sozzi, i Fratelli Rosselli, e molti altri. Ancor prima delle leggi razziali fasciste del 1938 le minoranze etniche slovene e croate in Italia, i Rom (comunemente apostrofati come "zingari") e quindi le popolazioni africane nelle colonie furono sottoposti ad un regime di persecuzione e segregazione.
Strumento principale di repressione del dissenso fu, dal 1926 al suo scioglimento nel 1943, il Tribunale speciale per la difesa dello Stato, chiamato a giudicare i reati contro la sicurezza dello Stato e del regime. Il Tribunale speciale ebbe il potere di diffidare, ammonire e condannare gli imputati politici ritenuti pericolosi per l'ordine pubblico e la sicurezza del regime stesso. Le pene commutate ai 4 596 imputati riconosciuti colpevoli (inclusi un centinaio di donne e oltre 500 minori) variarono dal carcere al confino, fino alla pena di morte che fu eseguita in 31 casi.
Lo strumento del Tribunale speciale, ampiamente usato nella repressione politica degli oppositori e delle minoranze etniche (specie quella slovena e croata), non ebbe all'inizio alcuna specifica connotazione anti-ebraica o "razziale". Dopo l'emanazione delle leggi razziali fasciste nel 1938, tuttavia, i reati "contro la razza" (inclusa l'omosessualità) verranno ad essere inclusi tra quelli considerati dal Tribunale speciale.
La condanna al confino politico poteva essere commutata anche in assenza di reato (e senza ricorso al Tribunale speciale) dalla Magistratura ordinaria come forma preventiva nei confronti di individui ritenuti potenzialmente pericolosi per l'ordine pubblico o sospettati di esserlo. Luoghi di confino e domicilio coatto erano perlopiù isole o piccoli paesi delle aree più interne del Meridione (come Pantelleria, Ustica, Ventotene, Tremiti, Ponza). Lo scopo era di creare una separazione materiale e psicologica tra gli oppositori e il resto del paese. Dal 1931 i confinati erano sottoposti all'obbligo del lavoro e dovevano rispettare orari precisi per l'uscita e il rientro nella propria abitazione ed esisteva per loro il divieto di frequentare luoghi pubblici di ritrovo. Dal 1938 vennero confinate anche persone accusate di omosessualità o reati "contro la razza". Complessivamente, gli inviati al confino tra 1926 e 1943 furono 12 330. Tra di loro ci sono personaggi illustri come Sandro Pertini, Giorgio Amendola, Lelio Basso, Pietro Nenni, Giuseppe Romita, Umberto Terracini, Ferruccio Parri, Randolfo Pacciardi, Amadeo Bordiga e molti altri. 177 confinati politici antifascisti, tra cui Antonio Gramsci e Romolo Tranquilli (fratello di Ignazio Silone), moriranno durante il periodo di isolamento in carcere.

## Patti Lateranensi (1929)

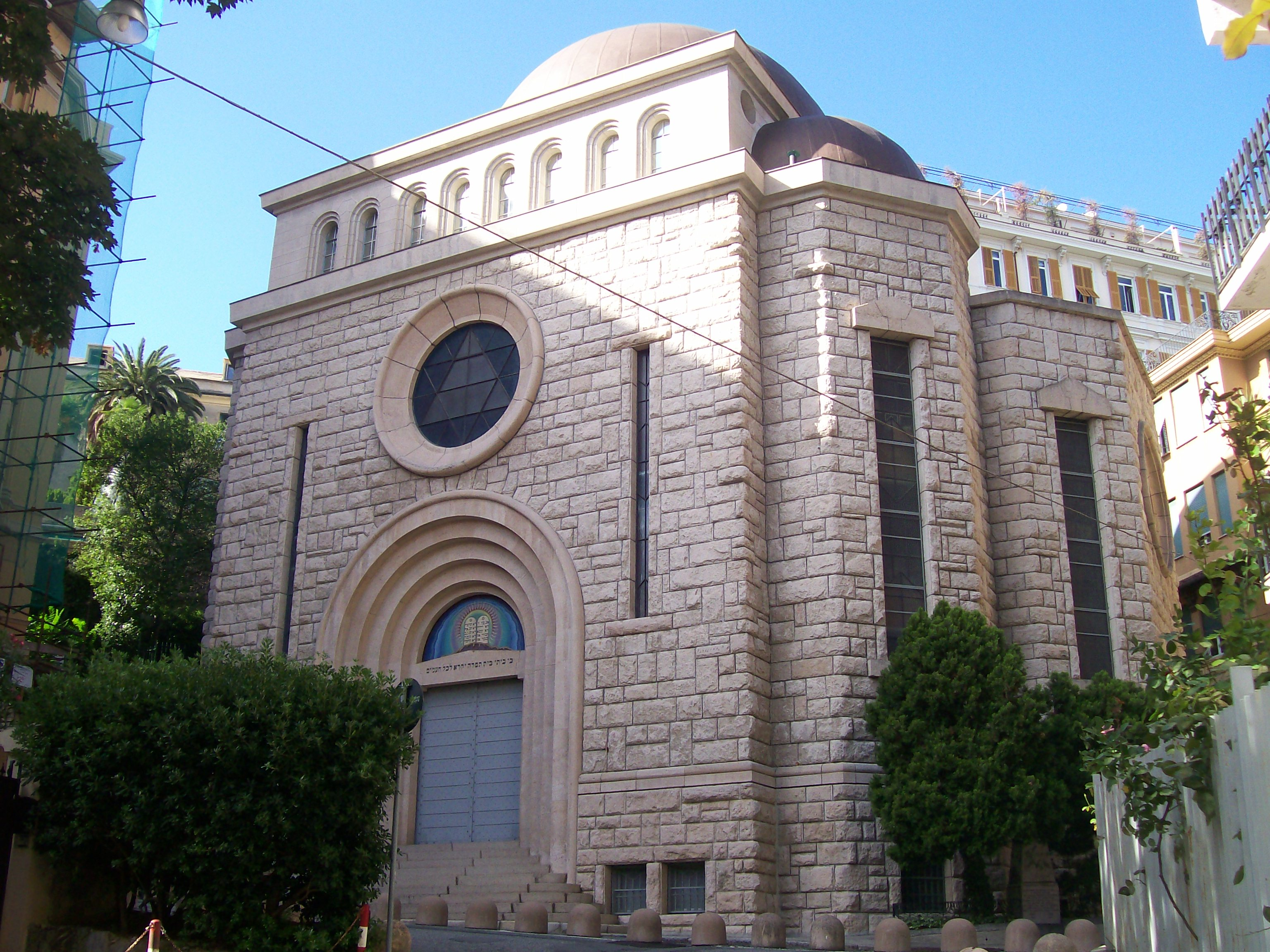
La sinagoga di Genova, costruita nel 1935, in epoca fascista

I Patti Lateranensi furono il primo colpo inferto ai diritti conquistati dagli ebrei con il Risorgimento. Il riconoscimento del cattolicesimo quale religione di Stato in Italia ridusse l'ebraismo a culto ammesso, limitandone la libertà religiosa e introducendo nel curriculum scolastico l'insegnamento della religione cattolica. Il regime continuò tuttavia a mantenere un atteggiamento ambivalente e non pregiudizialmente ostile all'ebraismo. La Legge Falco del 1930 instaurava un maggior controllo sulla vita delle comunità ebraiche in Italia, ma introduceva anche necessarie misure di semplificazione e razionalizzazione, che furono accolte con favore dalla maggioranza degli ebrei italiani. Agli ebrei fu concessa una relativa autonomia, un regime di auto-governo ed anche una qualche libertà associativa (principalmente attraverso l''Unione delle comunità israelitiche italiane e l'Associazione donne ebree d'Italia). Nel 1935 si autorizzò la costruzione della monumentale sinagoga di Genova, così come nel 1928 si era fatto per la sinagoga ortodossa di Fiume. Tra i capi del Partito Fascista la presenza di fanatici antisemiti come Achille Starace e Roberto Farinacci era compensata da una forte componente filoebraica (che faceva riferimento a Italo Balbo e poteva contare anche sull'appoggio di Gabriele D'Annunzio). Molti ebrei (e rabbini) continuarono a servire nei ranghi del partito fascista, anche in posizioni di primo piano come Guido Jung (ministro delle finanze del governo Mussolini tra il 1932 e il 1935) o il podestà di Ferrara, Renzo Ravenna.

## Le persecuzioni razziali fasciste (1938-1939)

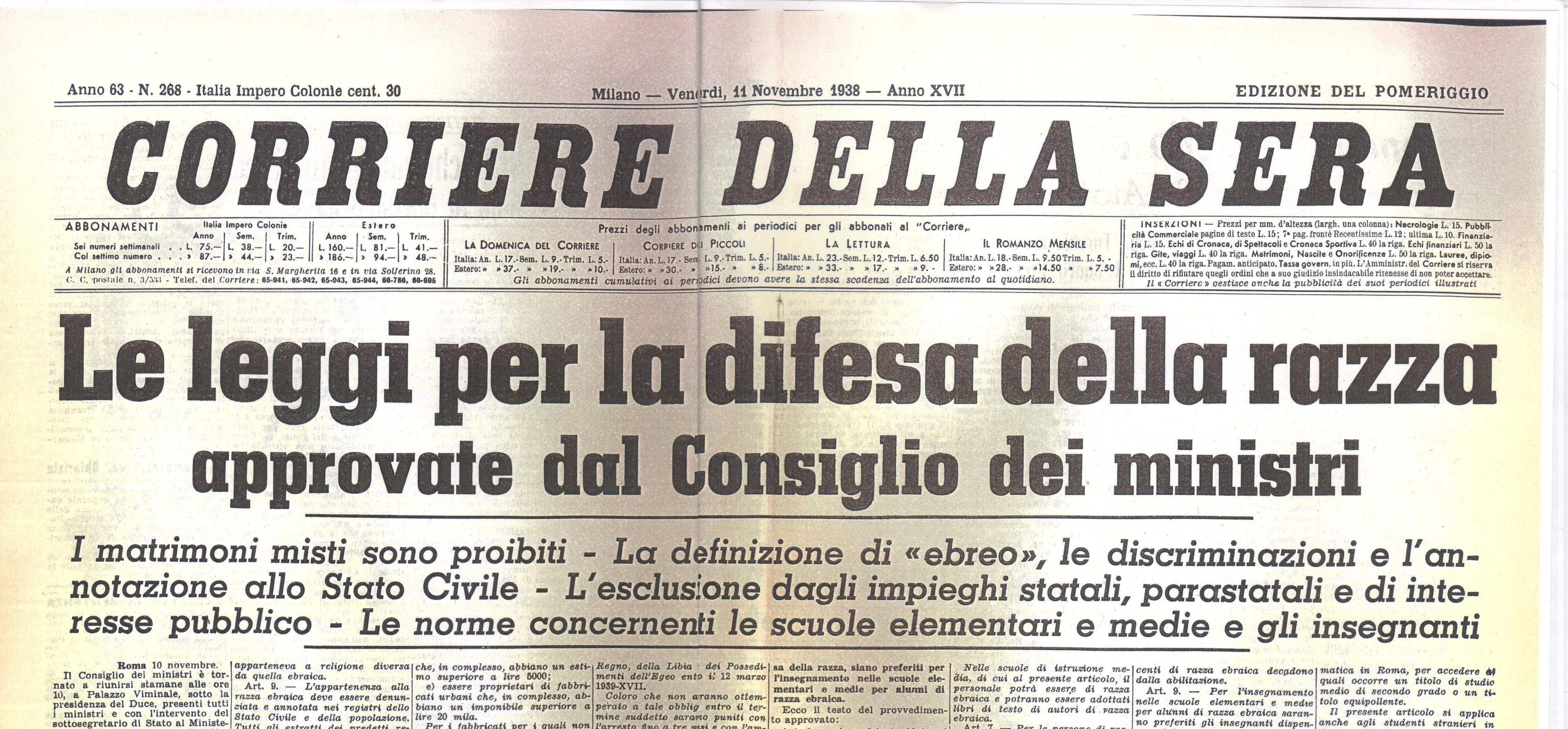
Le leggi razziali fasciste annunciate dal Corriere della Sera

Applicazione dei provvedimenti discriminatori contro gli ebrei italiani

Nel 1938, in seguito alla pubblicazione del Manifesto della razza, dopo la firma del patto Anti Comintern, in Italia furono emanate le leggi razziali. Presso il Ministero degli Interni fu istituita la Direzione generale Demografia e Razza, con il compito di coordinare le iniziative di discriminazione, le quali implicarono la creazione di istituzioni statali preposte alla loro applicazione. La divulgazione delle politiche razziali fu affidata alla rivista La difesa della razza (1938-1943), rivista stampata dall'Editrice Tumminelli a Roma.
Il fascismo cercò di "sfumare" alcuni aspetti delle leggi razziali per venire incontro a quei settori della Chiesa cattolica che vedevano favorevolmente la perdita dei diritti civili da parte degli ebrei ma non gli "eccessi" del nazismo, che colpivano indiscriminatamente ebrei osservanti e ebrei battezzati. Si considerano ad esempio "ariani" i figli di matrimoni misti, che fossero stati battezzati prima del 1937.
Sia pure con qualche distinguo, le leggi razziali fasciste produssero tuttavia un'effettiva e totalitaria "arianizzazione" delle società italiana, con conseguenze devastanti. Esse colpirono gli ebrei direttamente in quei settori (pubblica amministrazione, esercito, scuola, Università) in cui con più forza ed entusiasmo gli ebrei italiani si erano impegnati nel periodo post-risorgimentale. Le conseguenze non furono minori dal punto di vista psicologico. Per gli ebrei le leggi razziali furono vissute come un tradimento da parte di uno Stato con cui essi si erano identificati e le cui sorti essi avevano lealmente sostenuto fino dalla sua costituzione. Non mancarono casi eclatanti di suicidio per protesta, come quello dell'editore Angelo Fortunato Formiggini.
Da parte ebraica si rispose con la formazione di una rete di agenzie (in primo luogo, scuole ebraiche) in grado di gestire autonomamente quei servizi che lo Stato fascista ora non forniva più. Per molti l'emigrazione si prospettò come l'unica via di uscita. Il fascismo immediatamente revocò il permesso di residenza alla maggior parte degli ebrei stranieri. Circa la metà di essi lasciò il paese. La perdita del lavoro costrinse anche molti ebrei italiani a lasciare l'Italia. Francia, Inghilterra, gli Stati Uniti e il Sudamerica furono le mete preferite di emigrazione, Le limitazioni imposte dagli Stati ospitanti e il tempo ristretto prima dello scoppio della guerra permisero ad un numero consistente ma pur sempre limitato di ebrei (circa 6 000) di lasciare il paese (circa l'8 %) ed evitare così le conseguenze più tragiche dell'Olocausto. L'Italia perse alcuni dei suoi intellettuali migliori: Emilio Segrè, Bruno Rossi, Ugo Lombroso, Giorgio Levi Della Vida, Mario Castelnuovo-Tedesco, Ugo Fano, Roberto Fano, Salvatore Luria, Guido Fubini, Franco Modigliani, Arnaldo Momigliano e molti altri. Con loro lasceranno l'Italia anche Enrico Fermi e Luigi Bogliolo, le cui mogli erano ebree.

## La seconda guerra mondiale (I): L'Italia alleata della Germania nazista (1940-1943)

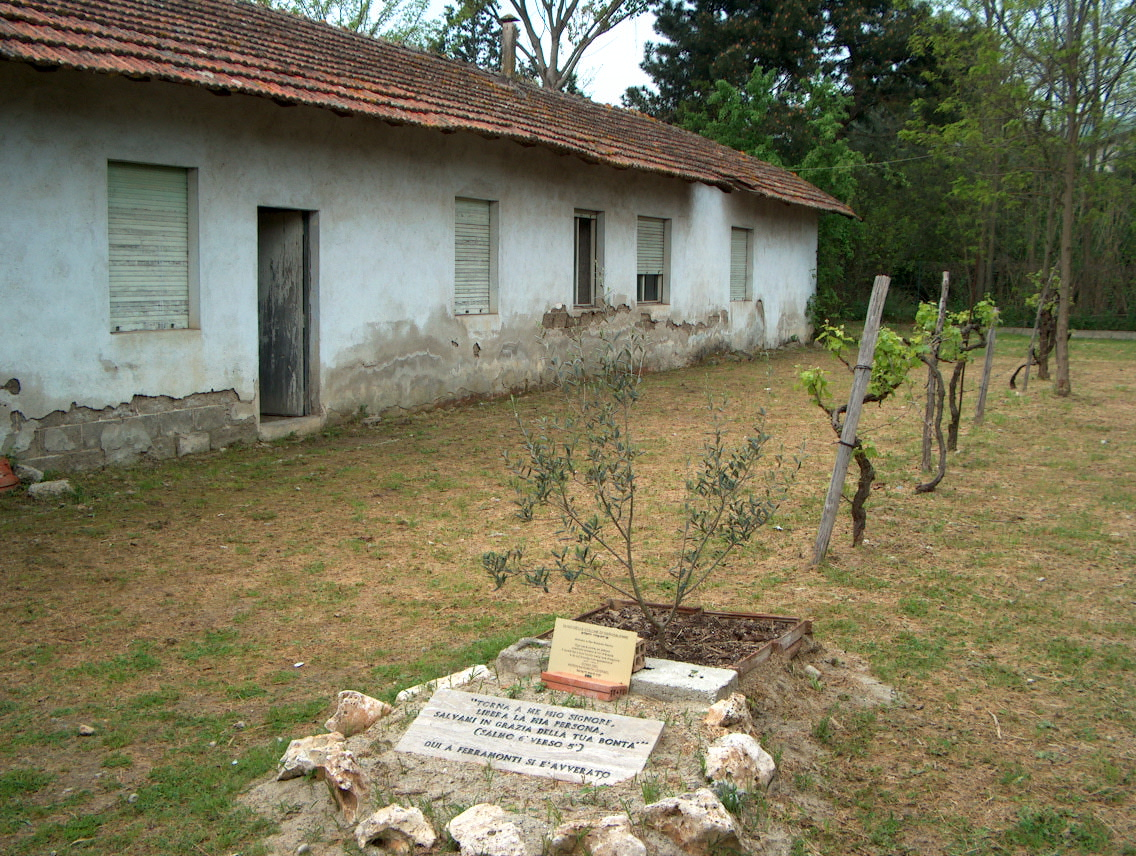
Una foto di quanto rimane oggi del più grande campo di internamento fascista in Italia. Per comprendere la grandezza del campo con foto e illustrazioni si rimanda a

La prima conseguenza dell'entrata in guerra dell'Italia nel giugno 1940 al fianco della Germania nazista fu l'istituzione di una fitta rete di campi per l'internamento civile riservati in primo luogo ai profughi ebrei stranieri, ma anche a quegli ebrei italiani ritenuti "pericolosi" perché antifascisti. Per la prima volta si verificarono anche episodi di violenza antiebraica, che a Ferrara (21 settembre 1941) e Trieste (18 luglio 1942) sfociarono nel saccheggio delle locali sinagoghe. La maggior parte dei campi di internamento (e tra loro i più grandi, quelli di Campagna e di Ferramonti di Tarsia) furono situati nel Sud Italia, un elemento questo che nel seguito della guerra si mostrerà decisivo per la salvezza di molti degli internati.
La funzione e organizzazione dei campi per l'internamento civile nell'Italia fascista, operanti tra il 10 giugno 1940 e l'8 settembre 1943, vanno nettamente distinte da quello che alcuni di essi poi diventeranno dopo l'8 settembre 1943, quando divennero parte dalla macchina di morte dell'Olocausto. La vita nei campi prima dell'8 settembre 1943 fu difficile, ma il modello adottato fu piuttosto quello dei campi di confino; agli internati era concessa una certa libertà di movimento e autonomia organizzativa, e la possibilità di ricevere aiuti e assistenza dall'esterno. Il trattamento fu simile a quello di una prigionia, e non fu affiancato da violenze antisemite fisiche o morali aggiuntive. Gli ebrei internati soprattutto non erano soggetti a deportazione nei campi di sterminio.
Non tutti gli ebrei "stranieri" o antifascisti furono imprigionati in campi di internamento, a centinaia di essi fu imposta la condizione di internati liberi, a domicilio coatto, in pratica al confino, in numerosissimi comuni rurali sparsi per tutta la penisola. Il numero complessivo degli ebrei internati in Italia, nei campi o a domicilio coatto tra il 1940 e il 1943, ammonta a circa 10 000 persone.
Gli ebrei italiani si mobilitarono a favore dei loro correligionari internati attraverso la DELASEM (Delegazione per l'Assistenza degli Emigranti Ebrei), una società di assistenza per i profughi che era stata creata dall'Unione delle comunità israelitiche in Italia il 1º dicembre 1939 con l'assenso del regime. Durante tutto il primo periodo bellico fino all'8 settembre del 1943 la DELASEM poté svolgere legalmente un'opera fondamentale nell'assistenza dei profughi ebrei, rendendo meno dure le condizioni di vita nei campi, favorendo l'emigrazione di migliaia di internati e quindi sottraendoli di fatto allo sterminio. Le rete di rapporti stabiliti dalla DELASEM, specialmente con vescovi e ambienti cattolici, sarà decisiva per la continuazione delle sue attività in una condizione di clandestinità dopo l'8 settembre 1943.
Per tutto il primo periodo bellico il regime fascista e l'esercito italiano si attennero alle politiche discriminatorie messe in atto con le leggi razziali, le quali non contemplavano lo sterminio fisico degli ebrei sotto giurisdizione italiana o la loro consegna all'alleato tedesco, favorendo piuttosto soluzioni alternative quali l'emigrazione in paesi neutrali. La posizione assunta dall'Italia di Mussolini rafforzò le politiche di quei paesi (Danimarca, Finlandia, Bulgaria e l'Ungheria di Miklós Horthy) che pur alleati della Germania si opposero per quanto poterono alle operazioni di sterminio dei propri ebrei. In alcuni casi gli italiani non si curarono anche dall'interferire con i piani dei loro alleati. Nel 1942 il comandante militare italiano in Croazia si rifiutò di consegnare gli ebrei della sua zona ai nazisti. A Salonicco il console italiano Guelfo Zamboni si adoperò a salvare circa 350 ebrei italiani (o di discendenza italiana) dalla deportazione. Nel gennaio del 1943 gli italiani rifiutarono di collaborare con i nazisti nel rastrellare gli ebrei che vivevano nella zona occupata della Francia sotto il loro controllo, e nel marzo impedirono ai nazisti di deportare gli ebrei dalla loro zona. Il Ministro degli Esteri tedesco Joachim von Ribbentrop presentò un esposto a Benito Mussolini protestando che "i circoli militari italiani ... mancano di una corretta comprensione della questione ebraica".
Le zone occupate dagli Italiani rimasero quindi relativamente sicure per gli ebrei, tanto che tra il 1941 e il 1943, migliaia di ebrei fuggirono dai territori occupati dai Tedeschi in quelli occupati dagli Italiani in Francia, Grecia e Jugoslavia. Qui furono trasferite nei campi di internamento o a domicilio coatto in vari comuni italiani. Tra di loro anche gruppi di orfani che furono ospitati dalla DELASEM a Villa Emma (Nonantola).
Esistono studi e pubblicazioni che hanno raccolto specificatamente le memorie e le esperienze di coloro che tra il 1940 e il 1943 furono prigionieri nei campi per l'internamento civile nell'Italia fascista. Una testimonianza eccezionale è il diario redatto in quegli anni da Maria Eisenstein, una giovane ebrea austriaca giunta in Italia nel 1936, durante la sua prigionia nel campo di internamento di Lanciano. Il diario fu pubblicato a Roma già nell'autunno del 1944 subito dopo la liberazione della città a guerra non ancora conclusa.

## La seconda guerra mondiale (II): L'occupazione tedesca e la Repubblica Sociale Italiana (1943-1945)

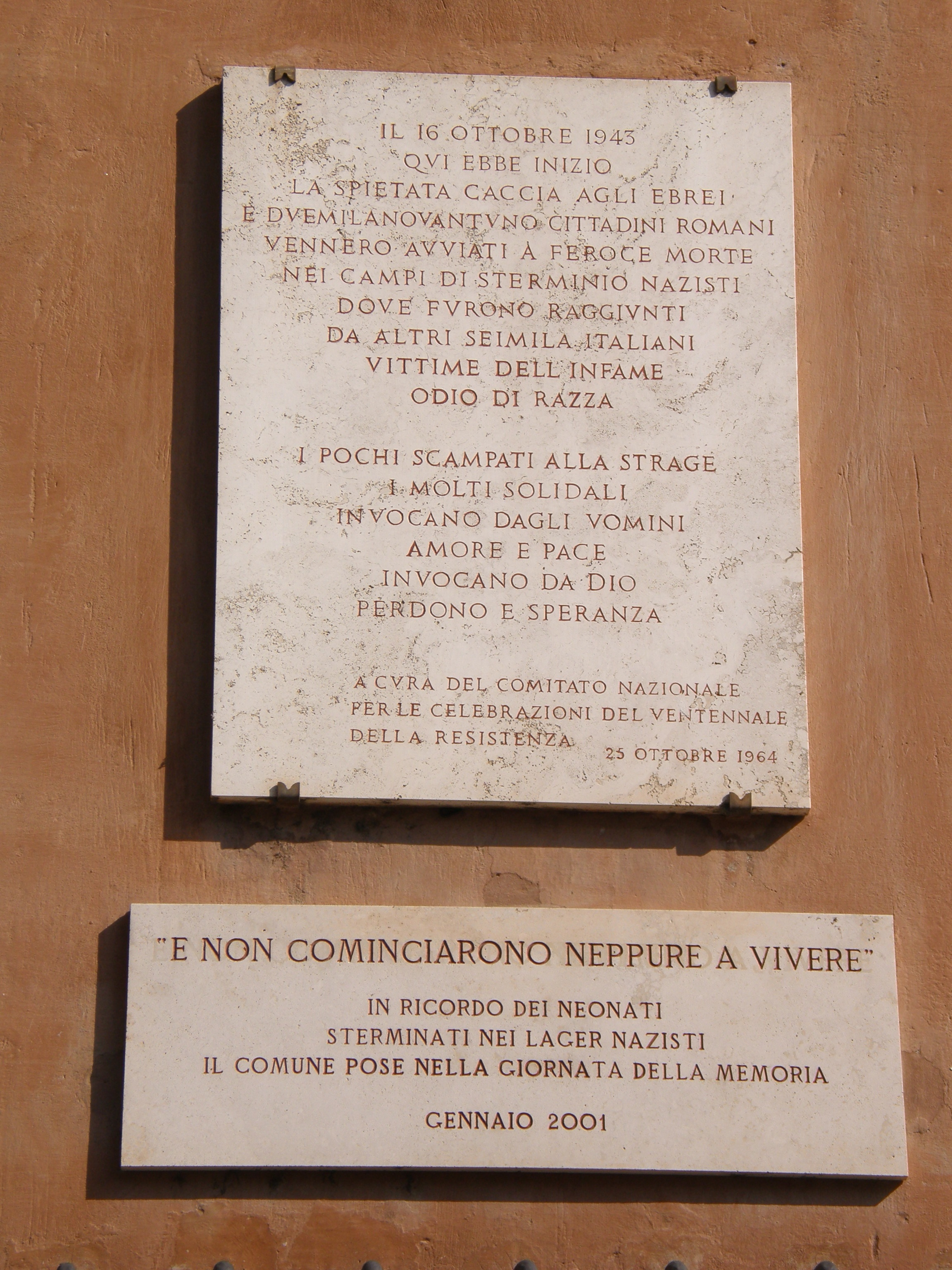
Lapidi in memoria delle vittime del rastrellamento del ghetto di Roma il 16 ottobre 1943

Il collasso del fronte africano e lo sbarco degli Alleati in Sicilia portarono il 25 luglio 1943 alla caduta di Mussolini e alla sua sostituzione con Badoglio sotto il patrocinio della monarchia. Il nuovo governo negoziò in segreto un armistizio con gli Alleati. Per evitare la resa, l'8 settembre le forze tedesche invasero rapidamente le zone centrali e settentrionali del paese, ponendo Mussolini a capo della Repubblica Sociale Italiana (RSI) con sede a Salò. Il re e il suo governo si rifugiarono al sud, ora saldamente in mano agli alleati.
Con il paese politicamente spaccato in due, la nuova situazione significò l'immediata liberazione di quei prigionieri politici e razziali (in massima parte ebrei stranieri) che erano confinati nei campi d'internamento del Sud. Ma per il resto della popolazione italiana del Centro-Nord l'occupazione tedesca rappresentò un subitaneo e drammatico cambiamento. Su tutti coloro che si rifiutarono di aderire al nuovo regime della Repubblica Sociale Italiana e in particolare su coloro che aderirono ai movimenti di liberazione (o furono sospettati di farlo) gravava l'accusa di "tradimento" che li esponeva a forme di repressione violenta, dalle numerose stragi e rappresaglie, alla prigione e alle deportazioni. A subirne le conseguenze furono in primo luogo i 600 000 militari dell'esercito italiano che per rimanere fedeli al giuramento al re furono ridotti in prigionia e costretti al lavoro forzato come Internati Militari Italiani.
Particolarmente drammatica fu la sorte dei circa 43 000 ebrei (35 000 italiani e 8 000 stranieri) che si trovarono soggetti ad immediata deportazione e dovettero darsi alla clandestinità. Contro di loro la macchina di morte dell'Olocausto si mise in moto con effetto immediato, con l'intento di applicare la "soluzione finale" all'intera popolazione ebraica in Italia. Non mancarono gli eccidi e le stragi in loco (episodi brutali come l'Olocausto del Lago Maggiore o l'Eccidio delle Fosse Ardeatine), ma secondo una prassi ormai consolidata nei paesi dell'Europa occidentale, il genocidio si realizza in modo più discreto attraverso l'arresto e la deportazione degli ebrei verso i campi di sterminio dell'Europa centrale dove lo sterminio poteva essere compiuti lontani da occhi indiscreti. L'antisemitismo in Italia non era diffuso, e si aveva timore di esacerbare un'opinione pubblica già in larga parte ostile. Dai campi di internamento fascisti si passa ad un sistema integrato di campi di concentramento e transito finalizzato all'organizzazione di trasporti ferroviari verso i campi di sterminio, in primo luogo Auschwitz. Si richiede anche un'azione capillare di polizia per la ricerca e la cattura dei fuggitivi. A tale opera si dedicano dapprima speciali reparti delle SS, al comando di Theodor Dannecker, un veterano della soluzione finale, già attivo in Francia e Bulgaria. Si compirono le prime grandi retate: il 9 ottobre a Trieste e poi il 16 ottobre il rastrellamento del ghetto di Roma ad opera del capo della Gestapo di Roma Herbert Kappler. Quindi tra fine ottobre e inizio novembre si procedette ad arresti di massa, in Toscana, Bologna e nel triangolo Milano-Torino-Genova. Per non suscitare proteste e tensioni, all'inizio alcune nazionalità (ungherese, inglese) furono escluse dalle deportazioni, così come furono esentati dalla cattura gli ebrei con genitore o coniuge "ariano".

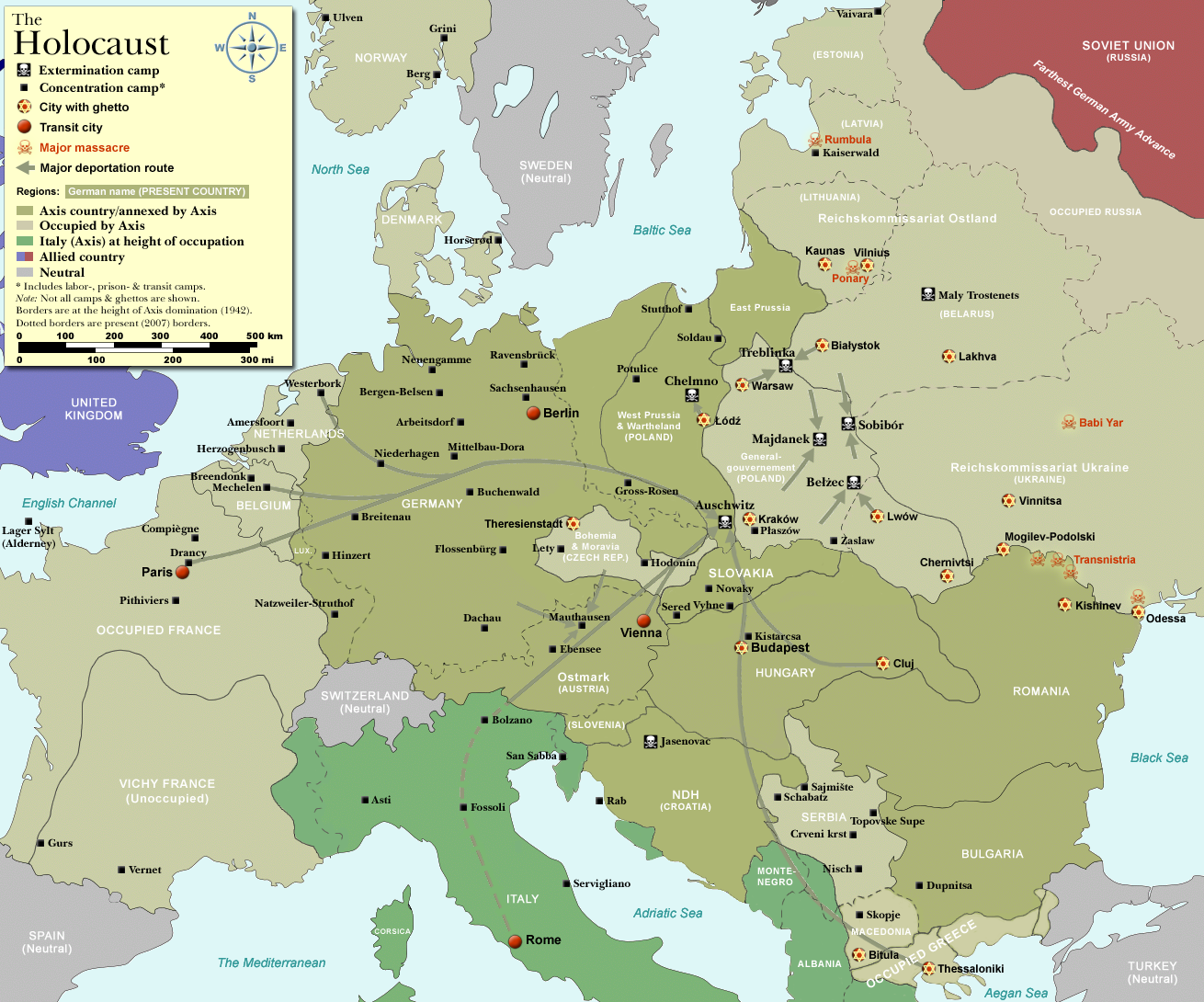
La rete dai campi di concentramento e transito nazisti in Europa

Una svolta decisiva si ebbe il 14 novembre 1943 quando a Verona nel Manifesto programmatico del nuovo partito fascista repubblicano si affermò che "Gli appartenenti alla razza ebraica sono stranieri. Durante questa guerra appartengono a nazionalità nemica". Contrariamente a quanto avvenuto nei primi anni di guerra, Benito Mussolini si allineava ora completamente alle politiche di sterminio naziste, accettando di consegnare alla deportazione gli ebrei italiani, che veniva sacrificati alla rinnovata alleanza tra Italia e Germania. Il 30 novembre 1943, infatti, con «[...] l'emanazione dell'ordine di polizia n. 5 [...] l'Italia radicalizzò la sua politica antiebraica». Le autorità di polizia e le milizie della Repubblica Sociale Italiana furono mobilitate per l'arresto di tutti gli ebrei e il loro internamento e la confisca dei loro beni. A guidare le operazioni di caccia agli ebrei furono il Ministro degli Interni Guido Buffarini Guidi, personalmente favorevole ad un'interpretazione delle leggi razziali che risparmiasse gli ebrei convertiti e i figli di matrimoni misti, e Giovanni Preziosi, "ispettore generale per la demografia e la razza", rappresentante dell'ala più fanaticamente antisemita del fascismo italiano.
Alle ore 9 del 1 Dicembre 1943 fu notificata mediante telegramma cifrato alle prefetture di tutte le provincie italiane, l'ordinanza di polizia del Ministro Guidi, che disponeva «con precedenza assoluta» l'invio di tutti gli ebrei, anche se discriminati, «in campi di concentramento provinciali, in attesa dell'invio in campi di concentramento speciali appositamente attrezzati», e «il sequestro [cautelare] dei beni mobili e immobili in attesa della confisca nell'interesse della Repubblica Sociale Italiana, la quale li avrebbe destinati a beneficio degli indigenti sinistrati dalle incursioni aeree nemiche».
Con il coinvolgimento delle forze repubblichine diminuì l'impegno diretto delle forze tedesche e nel gennaio 1944 Theodor Dannecker poté lasciare l'Italia per andare a occuparsi delle deportazioni degli ebrei ungheresi. Lo sostituisce Friedrich Boßhammer, che pianifica e centralizza le operazioni di sterminio, che si svolgono adesso in pieno coordinamento tra le autorità repubblichine e quelle naziste. L'arresto degli ebrei è compito primario delle forze di polizia italiane. Dai campi di internamento provinciali gli ebrei arrestati vengono quindi concentrati nel campo di concentramento di Fossoli vicino a Carpi in Emilia o alla Risiera di San Sabba a Trieste, dove venivano presi in consegna dai tedeschi e condotti ad Auschwitz. Questi campi svolgono in Italia una funzione analoga a quella assegnata in Francia al campo di internamento di Drancy, in Belgio al campo di transito di Malines e nei Paesi Bassi al campo di concentramento di Westerbork. Sono il terminale degli arresti e rastrellamenti di ebrei condotti su tutto il territorio italiano e il punto di partenza per le deportazioni. Sotto il comando di Odilo Globočnik, la risiera di San Sabba svolse anche autonomamente funzioni di campo di sterminio, finalizzato soprattutto alla soppressione sistematica di tutta la popolazione ebraica di Trieste, di partigiani e oppositori politici.
Particolare attenzione fu dedicata alla sistematica confisca dei beni e delle proprietà, appartenenti sia ai privati che alle istituzioni ebraiche. Dal punto di vista culturale la perdita più grave fu quella della Biblioteca della Comunità Israelitica di Roma e della Biblioteca del Collegio Rabbinico Italiano, di cui nel dopoguerra si ritroveranno solo pochi tra le migliaia di preziosi manoscritti, libri e incunaboli ivi contenuti.
In tutto i Tedeschi deportarono 8 564 Ebrei dall'Italia e dalle zone occupate dagli Italiani in Francia e nelle isole di Rodi e di Kos. Tra di essi vi erano anche 776 bambini di età inferiore ai 14 anni. I sopravvissuti furono 1 009, meno del 15 %, tra cui solo 25 bambini.
La quasi totalità degli ebrei italiani fu inviata ad Auschwitz. Dei 506 ebrei inviati in altri campi, il nucleo maggiore era costituito da 396 ebrei con passaporto francese o inglese che furono trasferiti (e sopravvissero) al campo di concentramento di Bergen-Belsen. Tra di essi vi erano tutti quegli ebrei che dalla Libia erano stati deportati in Italia nel 1942. Più dura fu la condizione di altri piccoli gruppi di ebrei che, classificato come "politici", dall'Italia giunsero a Buchenwald, Ravensbrück e Flossenbürg.
Oltre 300 ebrei furono uccisi in Italia, in atti di violenza, o al momento della cattura o durante il trasporto a Fossoli. La più grande strage avvenne (sempre ad opera di Herbert Kappler) il 24 marzo 1944 alle Fosse Ardeatine dove prigionieri ebrei furono inclusi tra i civili e politici uccisi come rappresaglia per l'attentato compiuto dalle forze di resistenza a Roma contro soldati tedeschi. Almeno 75 tra le 323 vittime furono ebrei. Stragi di ebrei avvennero anche sul Lago Maggiore (13 settembre - 8 ottobre 1943), a Pisa (1 agosto 1944), Rignano sull'Arno (3 agosto 1944), Forlì (5 e 17 settembre 1944), Cuneo (25 aprile 1945) e in numerose altre località.
La stessa organizzazione e le stesse strutture attivate per la cattura e lo sterminio degli ebrei servirono anche alla cattura e al trasferimento in Germania dei 23 826 deportati politici italiani (22 204 uomini e 1 514 donne), di cui quasi la metà (10 129) troveranno la morte nei campi di concentramento e di lavoro nazisti. Deportati politici e razziali italiani vivranno fianco fianco l'esperienza dell'arresto, degli interrogatori, della prigionia, dei trasporti ferroviari, della deportazione, della fame, delle malattie, del lavoro coatto, delle selezioni e della morte. Destinati ad esseri sfruttati fino alla morte con il lavoro (e non immediatamente alle camere a gas), la maggioranza dei politici fu internata nei lager di Dachau (9 311), Mauthausen (6 615), Buchenwald (2 123), Flossenbürg (1 798), Auschwitz (847), Dora-Mittelbau, Neuengamme, e Ravensbrück. Talora in condizioni non meno disumane, la stessa sorte di sfruttamento è riservata ai 600 000 Internati Militari Italiani, di cui 40 000-50 000 saranno le vittime in prigionia. Almeno altri 23 662 furono gli uomini, donne e bambini che perirono nelle numerose stragi nazifasciste in Italia.

### La resistenza all'Olocausto

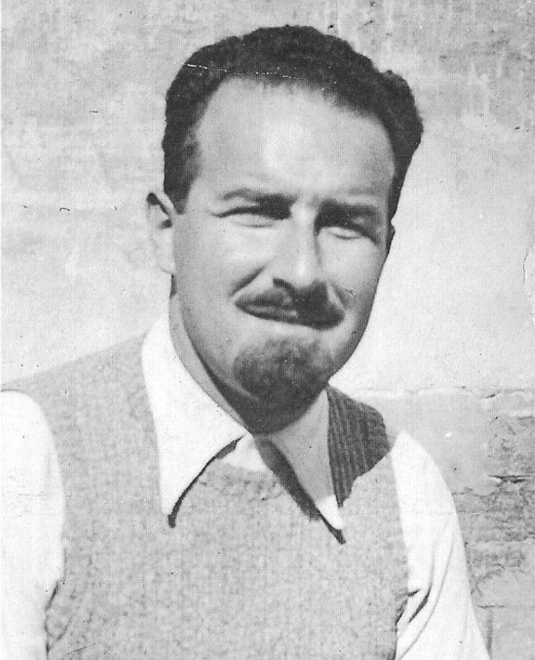
Eugenio Colorni, medaglia d'oro della Resistenza italiana

Dietro a ogni ebreo catturato vi fu la delazione di italiani attratti dalla ricompensa offerta e lo zelo di funzionari di polizia italiani. Gli ebrei d'altro lato furono aiutati da una vasta rete di solidarietà, che fu favorita in primo luogo dalla fitta rete di contatti familiari e sociali che gli ebrei italiani avevano con non-ebrei. La DELASEM prosegue la sua opera nella clandestinità forte del supporto decisivo di non-ebrei che ne tengono in vita le centrali operative a Genova e Roma. Per tutta la durata del conflitto la DELASEM garantì un flusso ininterrotto di denaro che dalle organizzazioni ebraiche mondiali giungeva a Genova tramite il nunzio apostolico svizzero e da Genova (grazie all'impegno del card. Pietro Boetto e del suo segretario don Francesco Repetto) era distribuito in tutta l'Italia, per aiutare le necessità (per cibo, alloggio, documenti falsi) di coloro che dovevano nascondersi. Tra gli ebrei italiani direttamente impegnati nell'organizzazione si ricordano in particolare: Lelio Vittorio Valobra e Massimo Teglio a Genova, Giorgio Nissim a Lucca, Mario Finzi a Bologna, Nathan Cassuto, Raffaele Cantoni e Matilde Cassin a Firenze, Dante Almansi, Settimio Sorani e Giuseppe Levi a Roma, Salvatore Jona in Piemonte. Tra i non ebrei (oltre a Boetto e Repetto) spiccano i nomi dei cardinali Elia Dalla Costa a Firenze e Giuseppe Placido Nicolini a Assisi, coadiuvati da sacerdoti come Leto Casini e Giulio Facibeni a Firenze, Aldo Brunacci e Rufino Niccacci ad Assisi, Arturo Paoli a Lucca, Raimondo Viale a Borgo San Dalmazzo, Arrigo Beccari a Nonantola, e molti altri. Tra i laici cattolici impegnati nella DELASEM si ricordano Angelo De Fiore, Odoardo Focherini, Gino Bartali, Giuseppe Moreali, e tanti altri.
Privati cittadini, ma anche istituti religiosi, orfanotrofi, parrocchie aprirono le loro porte ai fuggitivi. La geografia dei luoghi di rifugio offre una mappa impressionante delle dimensioni del fenomeno. Grazie anche alle risorse e alle complicità offerte da questa rete di solidarietà. Oltre 5 500 ebrei attraversarono clandestinamente il confine con la Svizzera. Circa 500 ebrei riuscirono ad attraversare il fronte e a raggiungere i territori in mano alleata nel sud Italia. Ma, cosa ancora più importante, 29 000 ebrei (compresi donne, bambini e anziani) sopravvissero nascosti nei territori sotto controllo nazista, vivendo protette da altri perseguitati e da familiari, amici e conoscenti non ebrei. Tra di essi ci sono personalità famose come Rita Levi-Montalcini, Giorgio Bassani, Carlo Levi, Franca Valeri, Guido Alberto Fano, Angiolo Orvieto, e molti altri. Ad oltre 700 italiani l'Istituto Yad Vashem ha ufficialmente riconosciuto il titolo di giusti fra le nazioni per aver salvato ebrei durante l'Olocausto.
Numerosissimi (circa 2 000) furono gli ebrei che parteciparono attivamente alla Resistenza (1 000 inquadrati come partigiani e 1 000 in veste di "patrioti"), con la massima concentrazione (circa 700) in Piemonte. La percentuale, pari al 4 per cento della popolazione ebraica italiana, è di gran lunga superiore a quella degli italiani nel loro complesso. Circa 100 ebrei caddero in combattimento o, arrestati, furono uccisi nella penisola o in deportazione; otto furono insigniti di medaglia d'oro alla memoria (Eugenio Colorni, Eugenio Curiel, Eugenio Calò, Mario Jacchia, Rita Rosani, Sergio Forti, Ildebrando Vivanti, Sergio Kasman). Tra gli esponenti ebrei di maggior rilievo della Resistenza si annoverano: Enzo Sereni, Emilio Sereni, Vittorio Foa, Carlo Levi, Primo Levi, Umberto Terracini, Leo Valiani, e Elio Toaff. Fra i caduti, vanno ricordati il bolognese Franco Cesana, il più giovane partigiano d'Italia, i torinesi Emanuele Artom e Ferruccio Valobra, i triestini Eugenio Curiel e Rita Rosani, il milanese Eugenio Colorni, il toscano Eugenio Calò, gli emiliani Mario Finzi e Mario Jacchia, e l'intellettuale Leone Ginzburg. Di cruciale importanza fu infine la presenza della Brigata ebraica che nel 1944-45 operò sul fronte italiano al seguito delle truppe alleate e alla quale si unirono ebrei italiani dalla Palestina o dalle zone liberate.

## Vittime, sopravvissuti, testimoni

Primo Levi, interprete e testimone autorevole dell'Olocausto in Italia

Il Centro di documentazione ebraica contemporanea ha fatto enormi sforzi per dare un nome e un volto a tutti i deportati ebrei italiani e a preservarne la memoria individuale, oltre che la storia collettiva. I loro nomi e dati biografici essenziali sono oggi reperibili ne Il libro della memoria: gli ebrei deportati dall'Italia, 1943-1945, pubblicato a cura di Liliana Picciotto Fargion. Cfr. Analogo lavoro di documentazione è portato avanti dall'Associazione nazionale ex deportati nei campi nazisti (ANED) e dall'Associazione Nazionale Partigiani d'Italia (ANPI) per quanto riguarda i deportati politici italiani.
Vittime dell'Olocausto in Italia furono persone di ogni ceto, età e condizione. Tra gli ebrei ci furono personalità di rilievo della cultura italiana: scienziati (Leone Maurizio Padoa, Ciro Ravenna, Enrica Calabresi), economisti (Renzo Fubini, Riccardo Dalla Volta), rabbini (Nathan Cassuto, Riccardo Pacifici), militari (Augusto Capon), sportivi (Leone Efrati, Raffaele Jaffe), musicisti (Mario Finzi, Leone Sinigaglia).
Tra i sopravvissuti dai campi di sterminio alcuni si sono distinti come autori di importanti libri di memorie o per il loro impegno pubblico come testimoni. Sette furono i deportati ebrei autori di racconti autobiografici pubblicati in Italia nei primi anni del dopoguerra: Lazzaro Levi alla fine del 1945, Giuliana Fiorentino Tedeschi, Alba Valech Capozzi, Frida Misul e Luciana Nissim Momigliano nel 1946, e infine nel 1947 Primo Levi e Liana Millu. Ad essi vanno aggiunti anche Luigi Ferri (autore di una importante testimonianza nell'aprile 1945 davanti alla "Commissione per l'Indagine sui crimini tedesco-hitleriani ad Auschwitz" a Cracovia), Sofia Schafranov (la cui testimonianza è raccolta nel 1945 in un libro-intervista di Alberto Cavaliere) e Bruno Piazza (il cui memoriale, scritto negli stessi anni, sarà però pubblicato solo nel 1956). Ad essi molti altri si sarebbero aggiunti in anni più recenti; tra i più attivi nel ruolo di testimoni ci sono Arianna Szörényi, Elisa Springer, Liliana Segre, Settimia Spizzichino, Nedo Fiano, Piero Terracina, Sami Modiano, Alberto Sed, Hanna Kugler Weiss, Andra e Tatiana Bucci, Goti Herskovits Bauer, e altri ancora. L'interesse è cresciuto anche riguardo all'esperienza degli ebrei rimasti nascosti in Italia durante il periodo delle persecuzioni, nonché delle vicende delle persone che li hanno protetti e aiutati.
La Città di Assisi (PG) il 17 giugno 2021 ha concesso la propria Cittadinanza onoraria a tutti i sopravvissuti italiani della Shoah.

## Il dopoguerra

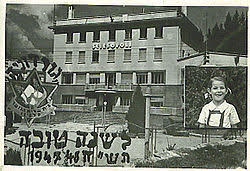
Sciesopoli ebraica, la colonia per i bambini ebrei orfani, sopravvissuti all'Olocausto

Un'azione importante nel corso della guerra di liberazione italiana e nelle fasi immediatamente successive fu compiuta dalla Brigata ebraica operante sul fronte italiano. La Brigata svolse un'opera fondamentale nei ricongiungimenti familiari e nella ricostruzione delle tessuto organizzativo delle comunità ebraiche, finanche nell'individuazione dei responsabili delle operazioni antiebraiche. Ben presto gli uffici comunitari e le sinagoghe furono riaperte. Al tempo stesso, per la sua posizione geografica l'Italia divenne un importante luogo di raccolta per molti ebrei sopravvissuti dall'est europeo (tra cui numerosi bambini rimasti orfani) che vi fecero tappa prima del loro trasferimento in Israele. Diverse migliaia di ebrei in viaggio verso la Palestina trovarono accoglienza nel campo profughi ebrei di Santa Maria al Bagno in Puglia. A Selvino nel bergamasco la Casa Alpina "Sciesopoli" ospitò tra il 1945 e 1948 più di 800 bambini ebrei orfani (i cosiddetti Bambini di Selvino).
Con la partecipazione ebraica alla nascita della Repubblica Italiana e alla stesura della nuova Costituzione si ricostruì almeno in parte quel rapporto privilegiato che il Risorgimento aveva stabilito tra l'ebraismo e la società italiana. Pur riconoscendo i Patti Lateranensi, la nuova Costituzione Italiana ristabilì sostanziale libertà di culto e protezione per i culti ammessi.
La guerra si era conclusa con la morte dei capi della Repubblica Sociale Italiana e principali responsabili dell'Olocausto in Italia, a partire da Benito Mussolini, Guido Buffarini Guidi e Giovanni Preziosi. Poco o niente si fece tuttavia per punire quanti erano stati esecutori e complici attivi di quei crimini e far piena luce su questa pagina oscura della storia italiana. I soli ad essere condannati in Italia, entrambi all'ergastolo, furono due ufficiali SS: Herbert Kappler nel 1948 per l'Eccidio delle Fosse Ardeatine (fuggito di carcere nel 1977, morto in Germania nel 1978) e Walter Reder nel 1951 per la Strage di Marzabotto (liberato nel 1985, morto in Austria nel 1991). Nonostante le vaste responsabilità di italiani nella caccia agli ebrei, nell'opinione pubblica prevalse un atteggiamento di auto-assoluzione che attribuiva l'Olocausto ad un crimine nazista imposto dagli occupanti "stranieri" di cui l'intera popolazione italiana era stata vittima, e a cui anzi si era eroicamente ribellata. La restituzione dei beni confiscati e il reintegro nel lavoro per coloro che lo avevano perso con le leggi razziali fasciste procedette a rilento. Anche i rapporti con la Chiesa cattolica si mantennero difficili, segnati dal caso di Eugenio Zolli (con la conversione dell'ex-rabbino capo di Roma al cattolicesimo sotto la personale egida di Pio XII).
L'esperienza della DELASEM tuttavia lascia un profondo segno con la fondazione anche in Italia, a Firenze, dell'Amicizia Ebraico-Cristiana che per impulso di Giorgio La Pira spinge per una profonda revisione dei rapporti tra ebraismo e Chiesa cattolica. L'elezione di papa Giovanni XXIII segna un primo importante punto di svolta. Come nunzio apostolico in Turchia e quindi nel dopoguerra in Francia Giovanni Roncalli si era dimostrato particolarmente sensibile alle sofferenze del popolo ebraico. Nel 1965 il suo successore Paolo VI, durante la guerra segretario di Stato vaticano e uno dei maggiori referenti nelle operazioni di salvataggio degli ebrei, si adoperò in primo persona perché la dichiarazione conciliare Nostra Aetate contenesse una chiara ed inequivoca condanna dell'antisemitismo. Nel 1987 si svolse la prima visita di un Papa, Giovanni Paolo II, al Tempio Maggiore di Roma, accolto anche da un gruppo di ex-deportati.
Solo a partire dalla metà degli anni '90 le autorità italiane conducono una nuova serie di procedimenti per crimini di guerra, ancora unicamente contro ex-ufficiali tedeschi o ausiliari etnici tedeschi. Nel 1997, un tribunale italiano condanna gli ex ufficiali delle SS Karl Hass e Erich Priebke all'ergastolo per il loro ruolo nell'eccidio delle Fosse Ardeatine (moriranno entrambi agli arresti domiciliari rispettivamente nel 2004 e nel 2013). Più recentemente, nel 2000, le autorità italiane hanno processato e condannato all'ergastolo Michael Seifert, un tedesco etnico dall'Ucraina, con l'accusa di omicidio perpetrato durante il suo servizio nel campo di transito di Bolzano. Estradato nel febbraio 2008 dal Canada, dove risiedeva, Seifert è deceduto agli arresti in ospedale a Caserta nel 2010.

## La memoria dell'Olocausto in Italia

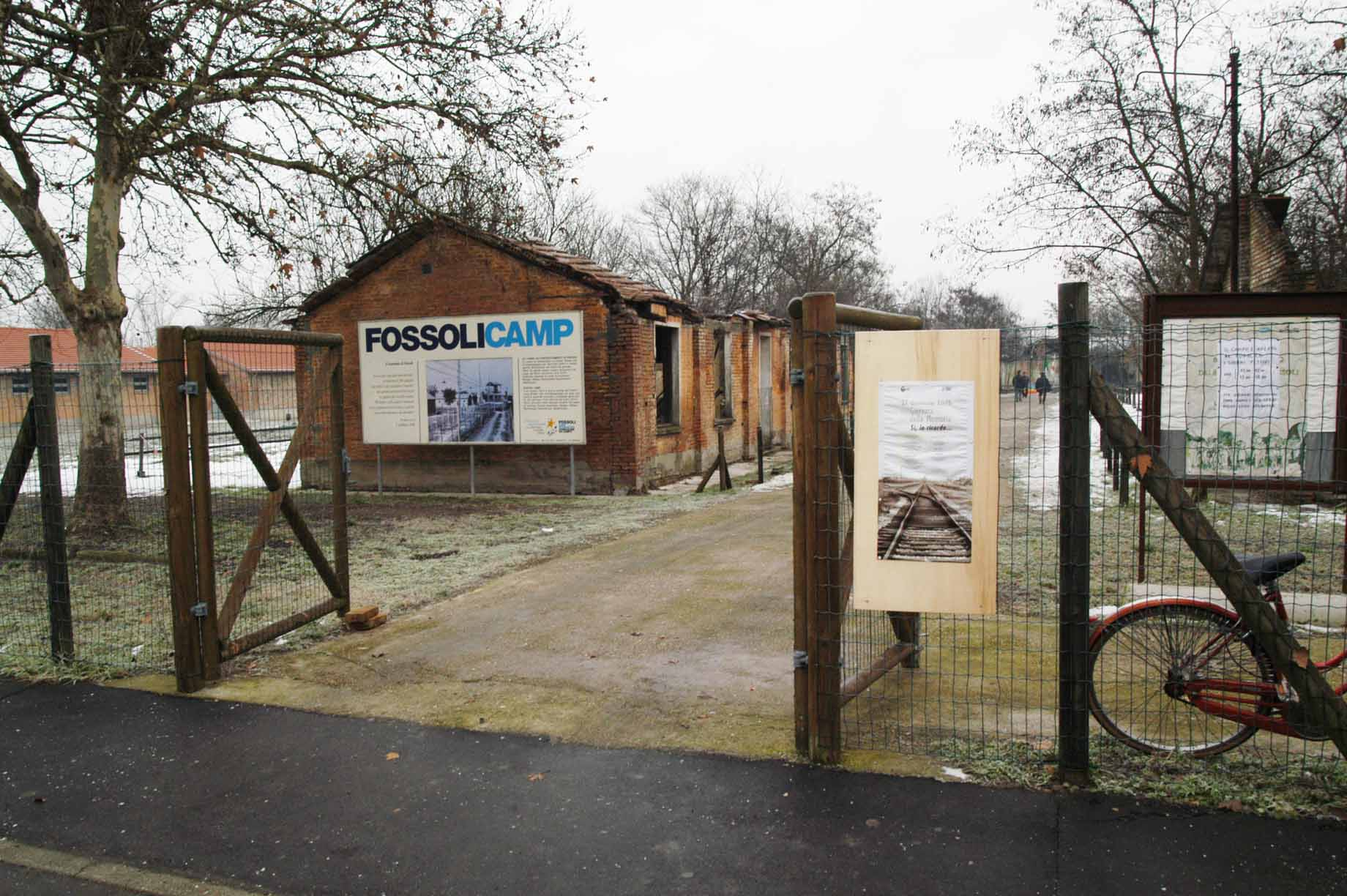
Il campo di Fossoli, oggi

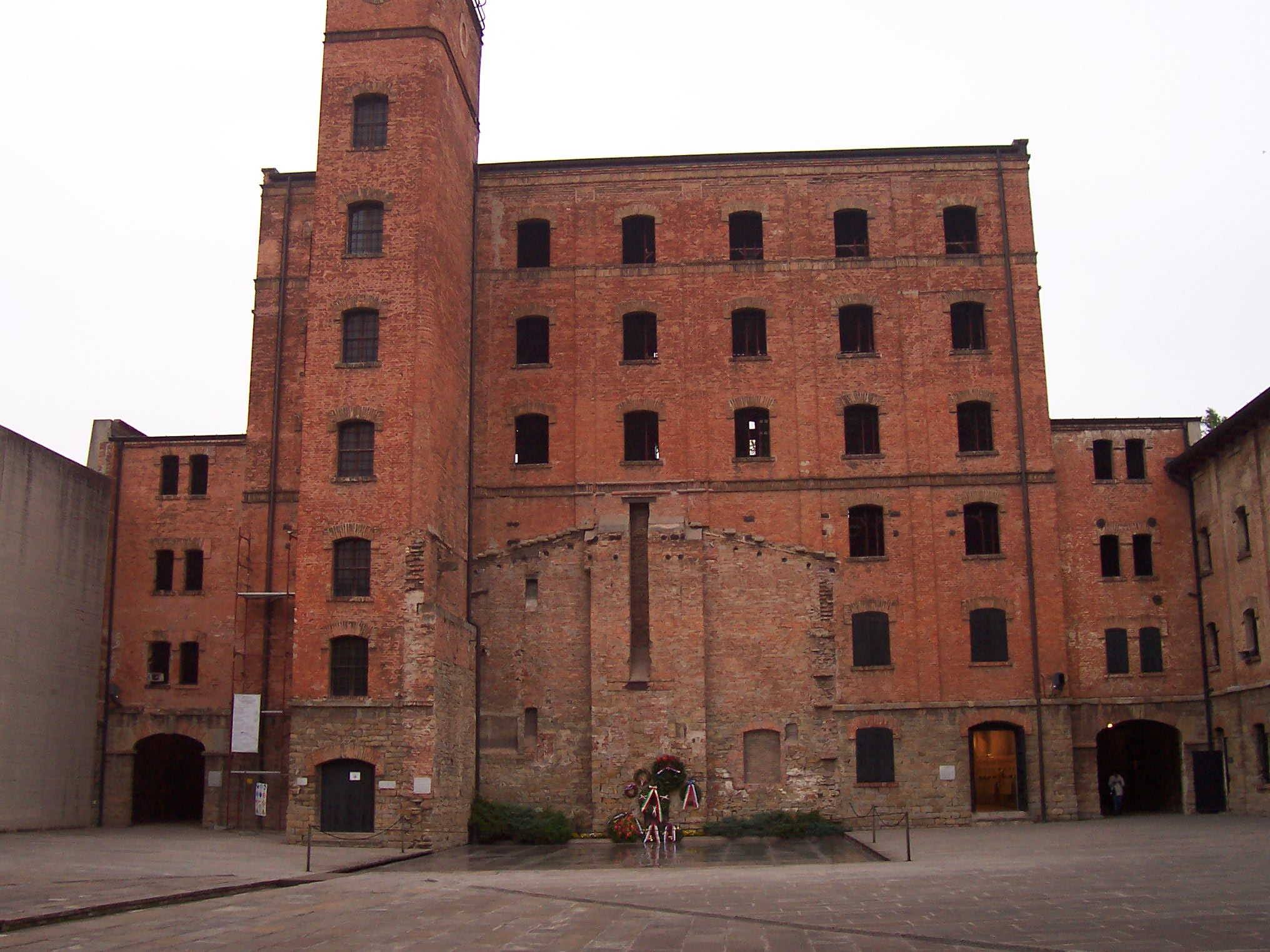
La Risiera di San Sabba, oggi

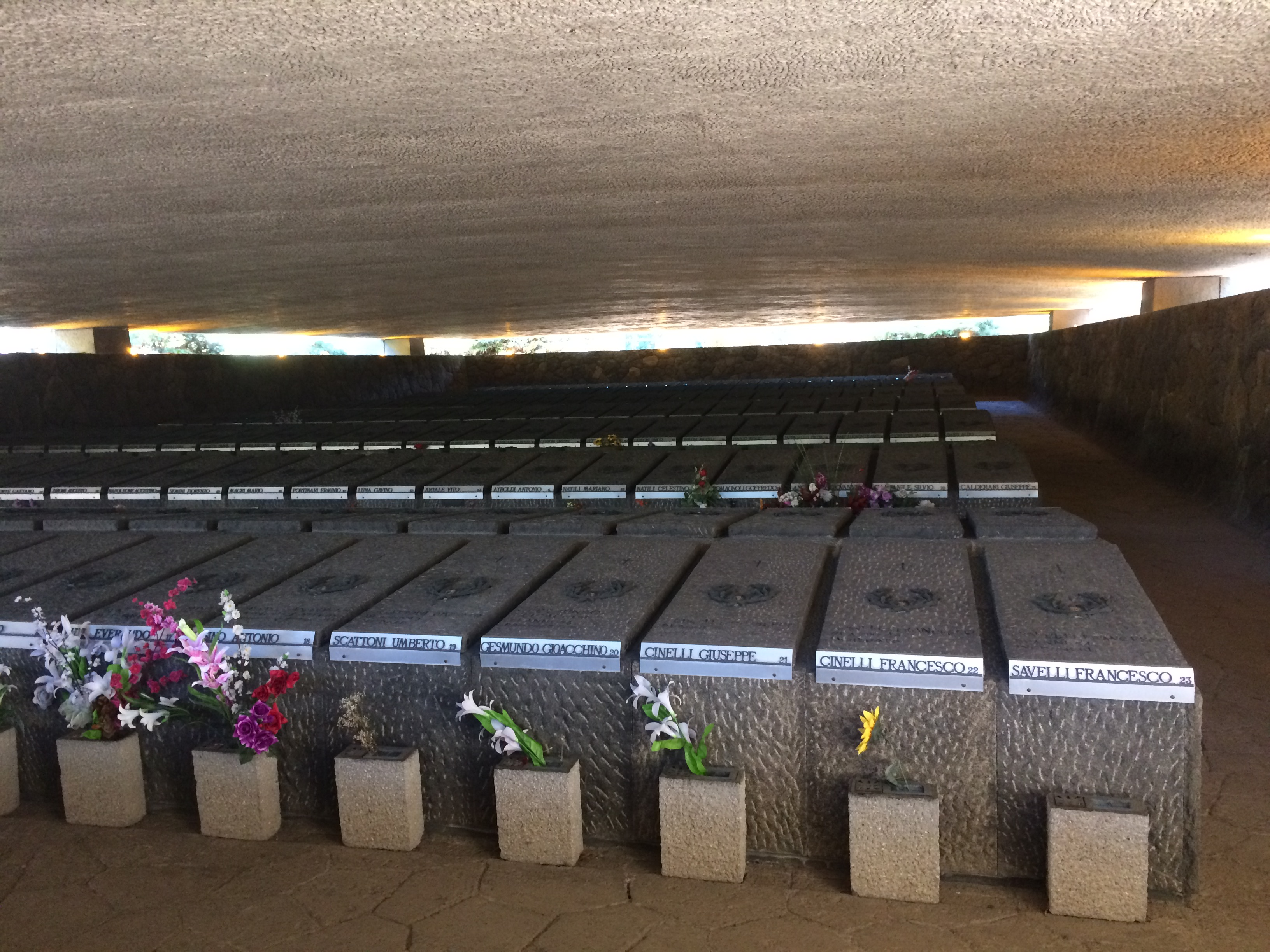
Mausoleo alle vittime delle Fosse Ardeatine

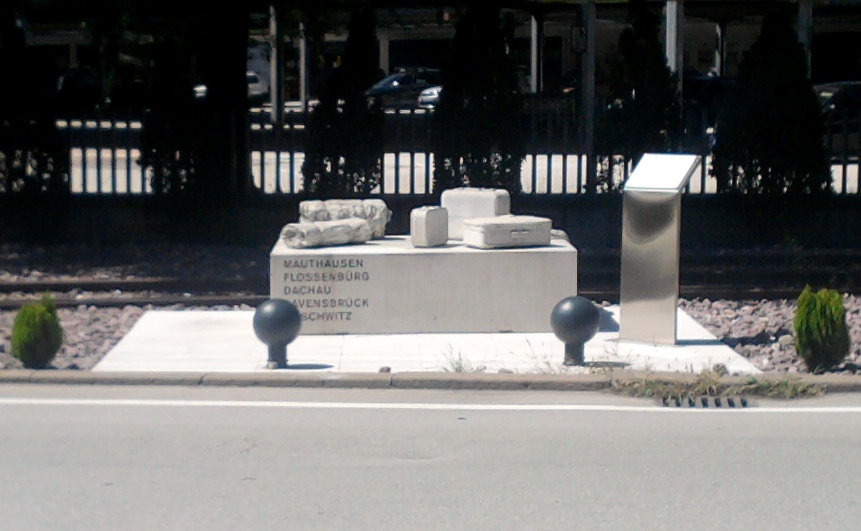
Memoriale del campo di transito di Bolzano

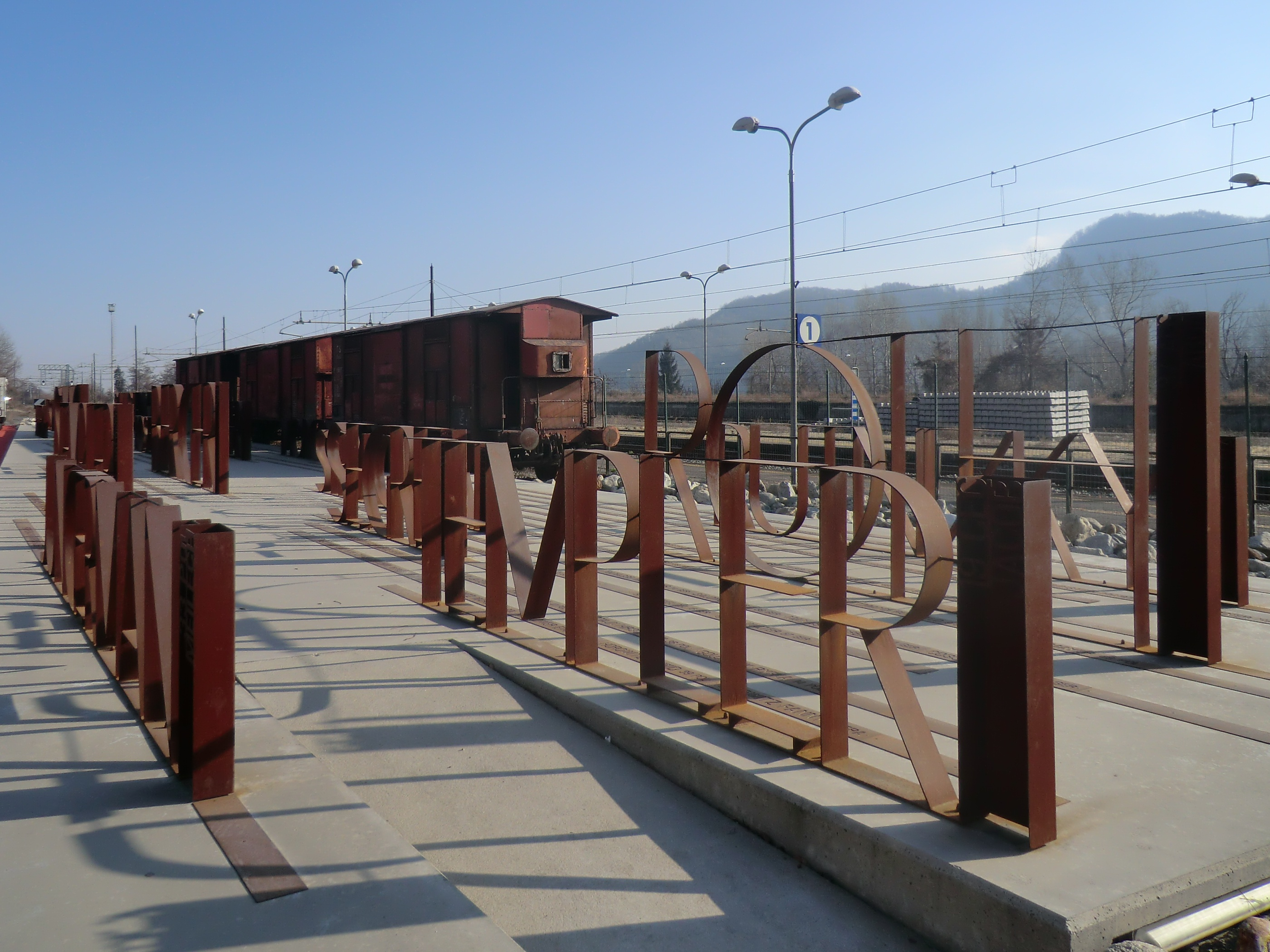
Il Memoriale della deportazione presso la Stazione di Borgo San Dalmazzo

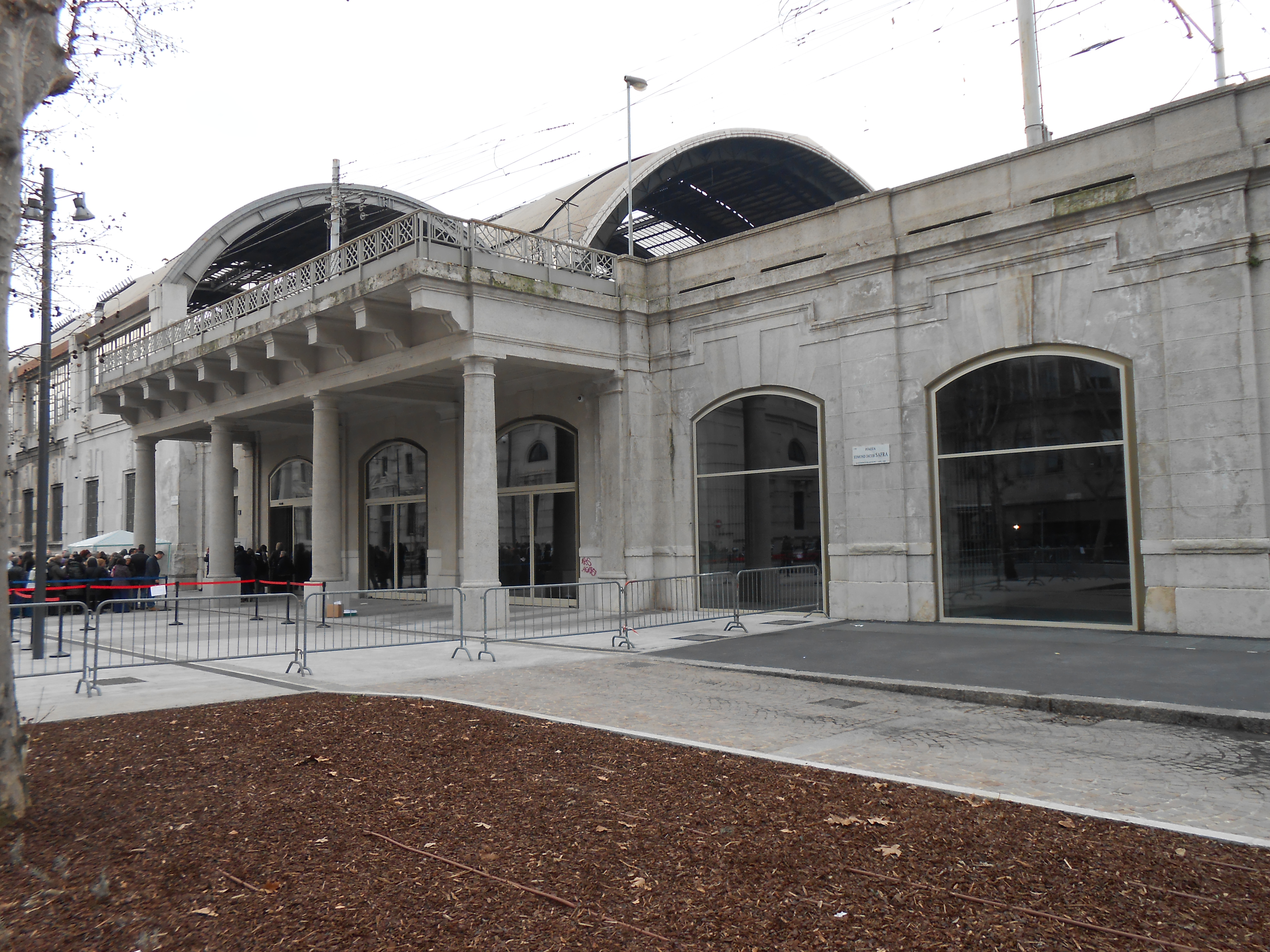
Ingresso al Memoriale della Shoah di Milano

Il monumento alle vittime dell'Eccidio delle Fosse Ardeatine fu inaugurato il 24 marzo 1949. L'eccidio tuttavia non fu collegato dall'opinione pubblica all'Olocausto, quanto alla Resistenza al nazi-fascismo.
Il 23 ottobre 1964 una lapide fu apposta al ghetto di Roma in memoria del rastrellamento del 16 ottobre 1943.
Con il D.P.R. n. 510 del 15 aprile 1965, il Presidente Giuseppe Saragat dichiarò la Risiera di San Sabba Monumento Nazionale, quale "unico esempio di lager nazista in Italia".
Nel 1980 viene inaugurato al Blocco 21 del campo di concentramento di Auschwitz il Memoriale italiano di Auschwitz in ricordo dei deportati italiani. L'opera d'arte multimediale, voluta dall'ANED e realizzata come un percorso in cui i visitatori sono condotti come in un tunnel attraverso una spirale formata da tele dipinte da Pupino Samonà con musica di Luigi Nono e testi di Primo Levi, fu pensata non come una mostra della deportazione, ma "un luogo di raccoglimento e di ricordo". Non più conforme ai criteri pedagogico-illustrativi del museo di Auschwitz l'opera è stata smontata nel 2016 e, dopo il restauro, sarà esposta permanentemente a Firenze nel Centro d'arte contemporanea EX3.
Solo nel 1984 grazie ad una legge speciale, l'area dell'ex campo di Fossoli venne concessa a titolo gratuito al Comune di Carpi che, dopo l'apertura nel 1973 del Museo - monumento al deportato, ne aveva fatto richiesta all'Intendenza di finanza. Il campo di Fossoli aveva continuato ad essere usato nel dopoguerra come campo profughi e orfanotrofio. Se ne riscopriva ora il ruolo di centro principale per le deportazioni. Fino al gennaio 2001 la gestione del Museo e dell'ex campo rimase a cura del Comune di Carpi, che da quella data in poi l'affidò alla Fondazione Fossoli.
Nel 1997 lo straordinario successo del film La vita è bella di Roberto Benigni riaccese l'interesse in Italia sull'Olocausto e sui suoi sviluppi italiani.
Nel 2000 fu istituito anche in Italia il Giorno della Memoria (27 gennaio), che è divenuto occasione di numerose iniziative in memoria dell'Olocausto.
Nel 2006 fu inaugurato il "Memoriale della deportazione" presso la Stazione di Borgo San Dalmazzo. Nel 2013 un analogo progetto, ma di ben più ampie proporzioni, ha portato al recupero dei vasti ambienti sotterranei presso la Stazione di Milano Centrale, da cui partivano i treni dei deportati, e alla loro utilizzazione come Memoriale della Shoah.
Invece nel 2016 fu la volta del "Memoriale della Shoah di Bologna" presso la Stazione Centrale di quella città, finanziato per la maggior parte da donazioni delle varie comunità ebraiche nel mondo. 
In Italia non esiste ancora un Museo Nazionale dell'Olocausto per quanto con l'unanimità dei gruppi parlamentari, il 17 aprile 2003 sia stato approvata l'istituzione con la legge n.91/2003 del "Museo Nazionale della Shoah" con sedi a Roma e Ferrara. A Roma esiste fin dal 2006 un Comitato promotore, che dà vita nel luglio 2008 alla Fondazione Museo della Shoah, con lo scopo di promuovere iniziative a supporto del progetto. L'apertura della sede museale a Roma è però ancora (2017) in fase di progettazione. Il 13 dicembre 2017 è stata inaugurata, alla presenza del Presidente Sergio Mattarella, la prima sezione del parallelo progetto di Museo nazionale dell'ebraismo italiano e della Shoah (MEIS) a Ferrara, riutilizzando gli edifici e l'area dell'ex-carcere della città. Il museo ferrarese tuttavia dovrebbe concentrarsi più sulla storia e sul contributo generale dato dall'ebraismo negli oltre duemila anni della sua presenza in Italia.
Le vicende dell'Olocausto italiano sono ancora oggi scarsamente conosciute a livello internazionale, nonostante alcune pubblicazioni, il rilievo internazionale della figura e dell'opera di Primo Levi e l'apertura del Centro Primo Levi a New York. Lo spazio dedicato all'esperienza italiana è marginale nei grandi musei dell'Olocausto a Gerusalemme e Washington, e dopo la rimozione del Memoriale italiano di Auschwitz il nuovo allestimento del Blocco 21 dedicato all'Italia è ancora nelle fasi preliminari di progettazione.
Il 19 gennaio 2018, anno in cui ricade l'80º anniversario delle leggi razziali fasciste, il presidente della Repubblica italiana Sergio Mattarella, in base all'articolo 59 della Costituzione, ha nominato senatrice a vita, per altissimi meriti in ambito sociale, Liliana Segre, una dei soli 25 bambini italiani sopravvissuti ad Auschwitz, da anni impegnata come testimone dell'Olocausto in Italia.

## Nella cultura di massa

### Filmografia
- 1949 - Monastero di Santa Chiara, regia di Mario Sequi
- 1960 - Tutti a casa, regia di Luigi Comencini
- 1961 - L'oro di Roma, regia di Carlo Lizzani
- 1970 - Il giardino dei Finzi-Contini, regia di Vittorio De Sica
- 1973 - Diario di un italiano, regia di Sergio Capogna
- 1976 - La linea del fiume, regia di Aldo Scavarda
- 1976 - Pasqualino Settebellezze, regia di Lina Wertmüller
- 1977 - Gli ebrei di Fossoli, regia di Ruggero Gabbai
- 1985 - Assisi Underground, regia di Alexander Ramati
- 1997 - Memoria, regia di Ruggero Gabbai
- 1997 - La tregua, regia di Francesco Rosi
- 1997 - La vita è bella, regia di Roberto Benigni
- 2000 - Il cielo cade, regia di Andrea Frazzi
- 2001 - Concorrenza sleale, regia di Ettore Scola
- 2001 - Senza confini, regia di Fabrizio Costa
- 2001 - Perlasca - Un eroe italiano, regia do Alberto Negrin
- 2003 - La finestra di fronte, regia di Ferzan Özpetek
- 2006 - Volevo solo vivere, regia di Mimmo Calopresti (documentario)
- 2007 - Hotel Meina, regia di Carlo Lizzani
- 2013 - Il viaggio più lungo, gli ebrei di Rodi, regia di Ruggero Gabbai
- 2014 - My Italian Secret: The Forgotten Heroes, regia di Oren Jacoby
- 2016 - Die Kinder der Villa Emma, regia di Nikolaus Leytner
- 2018 - Eravamo italiani; regia di Ruggero Gabbai
- 2018 - La Razzia - Roma, 16 ottobre 1943; regia di Ruggero Gabbai
- 2020 - Kinderblok. L’ultimo inganno; regia di Ruggero Gabbai

### Animazione
- 2018 - La stella di Andra e Tati, regia di Rosalba Vitellaro ed Alessandro Belli. Film dedicato alla deportazione delle sorelline Andra e Tatiana Bucci e del cugino Sergio De Simone ad Auschwitz. Il primo film di animazione europeo sull’Olocausto.[72]

### Libri di memorie sull'Olocausto
- Giancarlo Elia Valori, Shoah e conflitto di civiltà, Cosenza, Brenner Editore, 2018, ISBN 978-8894985-023.
- Luciano Morpurgo, Caccia all'uomo. Vita sofferenze e beffe. Pagine di diario 1938-1944, Roma, Casa Editrice Dalmatia S.A. di Luciano Morpurgo, 1946.
- Leto Casini, Ricordi di un vecchio prete, Firenze, La Giuntina, 1986.
- Salim Diamand, Dottore!: Internment in Italy, 1940-1945, Oakville, New York, Mosaic Press, Riverrun Press, 1987.
- Lia Levi, Una bambina e basta, Roma, e/o, 1994.
- Chiara Bricarelli (a cura di), Una gioventù offesa. Ebrei genovesi ricordano, Firenze, Giuntina, 1995, ISBN 88-8057-021-8.
- Donatella Levi, Vuole sapere il nome vero o il nome falso?, Padova, Il Lichene Edizioni, 1995.
- Aldo Zargani, Per violino solo. La mia infanzia nell’Aldiqua, 1938-1945, Bologna, Il Mulino, 1995.
- Luigi Fleischmann, Un ragazzo ebreo nelle retrovie, Firenze, Giuntina, 1999.
- Giorgio Nissim, Memorie di un ebreo toscano, 1938-1948, Roma, Carocci, 2005.
- Louis Goldman, Friends for Life: The Story of a Holocaust Survivor and His Rescuers, New York, Paulist Press, 2008.
- Marcello Pezzetti (a cura di), Il libro della shoah italiana: i racconti di chi è sopravvissuto, Torino, Einaudi, 2009.
- Arianna Szörényi, Una bambina ad Auschwitz, a cura di Mario Bernardi, Milano, Mursia, 2014, ISBN 978-88-425-4866-9.
- Liliana Segre, Scolpitelo nel vostro cuore. Dal Binario 21 ad Auschwitz e ritorno: un viaggio nella memoria, Segrate, Piemme, 2018, ISBN 978-88-566-6754-7.
- Liliana Segre, Ho scelto la vita - La mia ultima testimonianza pubblica sulla Shoah, a cura di Alessia Rastelli con prefazione di Ferruccio de Bortoli, Corriere della Sera, 2020, ISSN 2038-0852 (WC · ACNP).
- Goti Herskovits Bauer, Liliana Segre, Nedo Fiano, Yitzhak Katzenelson, Oliver Lusting, Voci dalla Shoah, Udine, Gaspari editore, 2020, ISBN 978-88-7541-734-5.

### Studi - Ricerche
- Renzo De Felice, Storia degli ebrei italiani sotto il fascismo, Milano, Mondadori, 1977.
- Meir Michaelis. Mussolini and the Jews: German-Italian relations and the Jewish question in Italy, 1922-1945. Oxford: Oxford University Press, 1978 (ed. it. Mussolini e la questione ebraica. Milano : Edizioni di Comunità, 1982).
- Liliana Picciotto, Il libro della memoria: gli ebrei deportati dall'Italia (1943-1945), Milano, Mursia, 1991.
- Alexander Stille, Benevolence and Betrayal: Five Italian Jewish families under Fascism, New York, Summit Books, 1991.
- Daniel Carpi, Between Mussolini and Hitler: The Jews and the Italian authorities in France and Tunisia, Hannover, University Press of New England, 1994.
- Susan Zuccotti, L'Olocausto in Italia, TEA, 1995 (ed. originale: The Italians and the Holocaust: persecution, rescue, and survival. New York: Basic Books, 1987)
- Thomas P. DiNapoli, ed. The Italian Jewish Experience. Stony Brook, NY : Forum Italicum, 2000.
- Maria Ornella Marotti (a cura di). Italian women writers from the Renaissance to the present. University Park, Pa. : Pennsylvania State University Press, 1996.
- Susan Zuccotti, Il Vaticano e l'Olocausto in Italia, Milano: Mondadori, 2001 (ed. originale: Under His Very Windows: The Vatican and the Holocaust in Italy. New Haven: Yale University Press, 2000).
- Stanislao G. Pugliese, The Most Ancient of Minorities: The Jews of Italy, Westport, Greenwood Press, 2002.
- Joshua D. Zimmerman, Jews in Italy under Fascist and Nazi Rule, 1922-1945, Cambridge, Cambridge University Press, 2005.
- Michele Sarfatti, Gli ebrei nell'Italia fascista: vicende, identità, persecuzione. Torino: G. Einaudi, 2000 (ed. inglese: The Jews in Mussolini's Italy: From Equality to Persecution. Madison: University of Wisconsin Press, 2006.
- Israel Gutman e Liliana Picciotto, Giusti d'Italia: i non ebrei che salvarono gli ebrei, 1943-1945, Milano, Mondadori, 2006.
- Charles T O'Reilly, The Jews of Italy, 1938-1945: An Analysis of Revisionist Histories, Jefferson, McFarland & Co., 2007.
- Elisabeth Bettina, It Happened in Italy: Untold Stories of How the People of Italy Defied the Horrors of the Holocaust, Nashville, Thomas Nelson, 2009.
- Liliana Picciotto, L'alba ci colse come un tradimento: gli ebrei nel campo di Fossoli 1943-1944, Milano, Mondadori, 2010.
- Emiliano Perra, Conflicts of Memory: The Reception of Holocaust Films and TV Programmes in Italy, 1945 to the Present, Oxford, New York, Peter Lang, 2010.
- Mario Avagliano e Marco Palmieri, Gli ebrei sotto la persecuzione in Italia. Diari e lettere 1938-45, introduzione di Michele Sarfatti, Torino, Einaudi, 2011.
- Rebecca Clifford, Commemorating the Holocaust: The Dilemmas of Remembrance in France and Italy, Oxford, Oxford University Press, 2013.
- Robert S C Gordon, The Holocaust in Italian Culture, 1944-2010, Stanford, Stanford University Press, 2014.
- Alexis Herr, The Holocaust and Compensated Compliance in Italy: Fossoli di Carpi, 1942-1952, New York, Palgrave Macmillan, 2016.
- Marcello Pezzetti, 16 ottobre 1943 - La razzia, Roma, Gangemi Editore, 2016, ISBN 978-88-492-3317-9.
- Bruno Maida, I luoghi della Shoah in Italia, Torino, Edizioni del Capricorno, 2017, ISBN 978-88-492-3317-9.
- Marcello Pezzetti con Sara Berger, La razza nemica - La propaganda antisemita nazista e fascista, Roma, Gangemi Editore, 2017, ISBN 978-88-492-3374-2.
- Marcello Pezzetti con Sara Bergen, 1938 - La storia, Roma, Gangemi Editore, 2017, ISBN 978-88-492-3527-2.
- Marcello Pezzetti con Sara Bergen, 1938 - Vite Spezzate, Roma, Gangemi Editore International, 2018, ISBN 978-88-492-3608-8.
- Marcello Pezzetti con Antonella Maniconi, Razza e inGiustizia - Gli avvocati e i magistrati al tempo delle leggi antiebraiche, del Consiglio superiore della magistratura e del Consiglio Nazionale Forense, Roma, Poligrafico e Zecca dello Stato Italiano, 2018.
- Marcello Pezzetti con Sara Berger, Solo il dovere oltre il dovere. La diplomazia italiana di fronte alla persecuzione degli ebrei 1938-1943, Roma, Gangemi, 2019, ISBN 978-88-492-3708-5.
- Lutz Klinkhammer, Amedeo Osti Guerrazzi, Sara Berger e altri autori), I signori del terrore - Polizia nazista e persecuzione antiebraica in Italia (1943-1945), a cura di Sara Berger, Sommacampagna, Cierre edizioni, 2016, ISBN 978-88-8314-799-9.